# Andrea Argenta
Andrea Argenta (Verona, 1º giugno 1996) è un pallavolista italiano, opposto de La Bollente.

## Carriera

### Club
La carriera di Andrea Argenta inizia nel 2011 nelle giovanili del BluVolley Verona, dove gioca come palleggiatore, per poi passare alle giovanili del Treviso. Nella stagione 2013-14 entra a far parte della squadra federale del Club Italia, con cui disputa la Serie B2 e muta il proprio ruolo in quello di opposto: resta nella stessa squadra anche nelle due stagioni successive, giocando prima in Serie B1 e poi in Serie A2. 
Nella stagione 2016-17 veste la maglia del Potentino, sempre in serie cadetta. Per il campionato 2017-18 viene ingaggiato dal Modena, in Superlega, categoria dove milita anche nella stagione successiva con la Porto Robur Costa. Ritorna in serie cadetta nell'annata 2019-20, firmando per la Peimar di Calci, mentre nell'annata seguente calca nuovamente i campi di Superlega con la Trentino. Per la stagione 2021-22 si accasa alla Rinascita Lagonegro, in Serie A2, mentre per l'annata successiva viene ingaggiato dalla Normanna Aversa in Serie A3.
Dopo un'ulteriore stagione con la società campana, questa volta in Serie A2, si trasferisce per la stagione 2024-25 alla Saturnia Acicastello, mentre nella stagione seguente difende i colori de La Bollente, in Serie A3.

### Nazionale
Dal 2013 al 2016 fa parte delle nazionali giovanili italiane.
Nel 2015 ottiene le prime convocazioni nella nazionale maggiore, con la quale fa il suo esordio in Italia-Australia del 19 maggio 2018.